# 契丹尾巴花介
契丹尾巴花介（学名：Urocythereis cathayense）为半花介科尾巴花介屬下的一个种。